# 自然カドミウム
自然カドミウム (Cadmium・Native Cadmium) とは、元素鉱物に属する元素鉱物の1つである。結晶系は六方晶系。理想的な化学組成は Cd 。

## 成分・種類
自然カドミウムは、天然に産出するカドミウムの単体である。元素鉱物は、種類の似ている別の元素との合金状態で産出する場合が多いが、自然カドミウムは以下に示す通り、ほぼ純粋なカドミウムで構成されていることを特徴としている。
| 元素名     | ロシア Ust'-Khann'ya Intrusion | ロシア ベルホヤンスク山脈 |
| ---------- | ------------------------------ | ------------------------- |
| カドミウム | 99 - 100                       | 95.70 - 96.73             |
| クロム     |                                | 0.23                      |

自然界においてカドミウムは珍しい元素であり、主に性質が似ている亜鉛の鉱物に不純物として含まれている。亜鉛鉱物が風化すると、亜鉛とカドミウムが別々に濃集するため、二次鉱物では亜鉛とカドミウムが混ざり合って産出することは少ない。自然カドミウムも亜鉛鉱物やカドミウム鉱物から生ずる二次鉱物であるため、不純物をあまり含まない。実際、最初に報告された自然カドミウムからは、亜鉛やスズは見つからなかった。なお、ベルホヤンスク山脈産の自然カドミウムは不純物としてクロムをわずかに含んでいる。

## 産出地
自然カドミウムは、以下の5ヶ所でしか発見されていない珍しい鉱物である。
- ロシアサハ共和国Ust'-Khann'ya Intrusion（原産地）
- ロシアサハ共和国Billeekh Intrusion
- ロシアベルホヤンスク山脈
- ロシアヤナ川流域
- アメリカ合衆国ネバダ州ゴールドストリーク鉱山

## 性質・特徴
自然カドミウムは泥岩や砂岩が火山のマグマ活動の影響によって加熱され生成されるものか、斑糲岩の非磁性物からの濃集によって生成される。いずれも、最大で0.2mmという極めて小さな、滑らかな表面をもつ扁平な粒として産出する。新鮮なものはスズに似た色を持つ金属光沢を有する金属粒であるが、水分の多い環境では徐々に酸化されて青色を帯びた灰色になる。モース硬度は1から2と極めて柔らかい。
自然カドミウムは、モンテポニ石 (Monteponite・CdO) や菱カドミウム鉱 (Otavite・Cd(CO3)) のような他のカドミウム鉱物と共に産出する。また自然銅 (Copper) 、自然鉄 (Iron) 、自然亜鉛 (Zinc) 、自然鉛 (Lead) 、自然スズ (Tin) 、自然アルミニウム (Alminium) 、モアッサン石 (Moissanite・SiC) といった珍しい元素鉱物と共に産出する。その他の鉱物として黄銅鉱 (Chalcopyrite) 、斑銅鉱 (Bornite) 、黄鉄鉱 (Pyrite) 、輝銅鉱 (Chalcocite) 、方鉛鉱 (Galena) 、コランダム (Corundum) ルチル (Rutile) 、チタン鉄鉱 (Ilmenite) 、藍晶石 (Kyanite) 、硫化物、柘榴石、スピネルといった鉱物が共に産出する。

## 用途・加工法
自然カドミウムは極めて特殊な環境で生成される稀な鉱物であるため、資源的な価値やその他の用途はない。

## 歴史
自然カドミウムは、現在のロシアサハ共和国のUst'-Khann'ya Intrusionで1979年に発見された鉱物である。第12族元素の元素鉱物は、天然には存在しない元素であるコペルニシウムを除くと全て発見されている。自然水銀 (Mercury) は古代から知られており、自然亜鉛 (Zinc) は1651年に発見された。自然カドミウムは最も遅い発見である。